# Alan Mulally
Alan Mulally, född 4 augusti 1945 i Oakland, Kalifornien, är en amerikansk ingenjör, affärsman, företagsledare och tidigare vd och koncernchef för Ford Motor Company.

## Biografi
Mulally utexaminerades från University of Kansas med Bachelor of Science-examen (1968) och Master of Science-examen (1969) i flyg- och rymdteknik. Han var också en medlem av Kappa Sigma Fraternity. Han avlade senare en magisterexamen i Management (SM) vid Sloan School of Management 1982.

### Boeing
Mulally började 1969 arbeta som ingenjör vid Boeing omedelbart efter sina universitetsstudier. Han hade ett antal tekniska och programledande positioner, och ledde bland annat teamet för cockpitdesign på 757/767-projektet. Han blev senare teknisk chef för den kommersiella flygplansgruppen. 
År 1994 befordrades Mulally till vice VD, ansvarig för all verksamhet med flygplansutveckling, flygtestverksamhet, certifiering, och offentligt tekniskt samarbete. År 1997 blev han ordförande i Tomlin, Space & Defense Systems och vice VD. Han höll denna position fram till 1998 då han blev VD för Boeing Commercial Airplanes, och 2001 dessutom koncernchef. 

### Ford Motor Company
Mulally utsågs till VD för Ford Motor Company den 5 september 2006 som efterträdare till William Clay Ford, Jr, som kvarstod som arbetande ordförande i bolagets styrelse. Mulally tog över projektet "Vägen framåt", en omstruktureringsplan på Ford för att vända massiva förluster och sjunkande marknadsandelar. Hans besparingsinitiativ ledde till bolagets första lönsamma kvartal på två år.
År 2007 genomförde Mulally försäljningen av Jaguar Cars och Land Rover till Tata Motors, en indisk bil- och lastbilstillverkare. Han tvekade inte om försäljningen, utan föredrog att koncentrera sig på Fords varumärke, eftersom dåvarande VD Jacques Nasser kritiserats 2001 för att lägga för mycket uppmärksamhet på nya utländska förvärv och samtidigt låta Fords viktigaste verksamheter i USA minska. Mulally sålde också av Aston Martin och Volvo Personvagnar och minskade Fords andel i Mazda.
Den 1 juli 2014 avgick Mulally som VD för Ford. Den 9 juli 2014 gick han med i styrelsen för Google (nu Alphabet Inc.). Han blev Senior Fellow vid Seattle Universitys Albers School of Business i april 2016. 

## Utmärkelser
- För hans insatser på Boeing, utsåg tidskrften Aviation Week & Space Technology Mulally som "Årets person" 2006.
- För hans insatser på Ford, var han med i 2009 års Time 100-lista.
- År 2011 utnämndes Mulally till Financial Times Person of the Year. Han utnämndes också till "2011 års VD" av Chief Executive Magazine.
- År 2012 utsågs Mulally till hedersdoktor vid University of Kansas för sina framstående bidrag till teknik och transportindustri.